# Un luogo chiamato libertà
Un luogo chiamato libertà (titolo originale A Place Called Freedom) è un romanzo del 1995 di Ken Follett ambientato tra l'Inghilterra e l'America durante il XVIII secolo, periodo denso di avvenimenti storico-economico-sociali.

## Trama
Il romanzo ha inizio nel 1767 in Scozia, ed ha come protagonista Mack, minatore ventenne con in mente degli ideali di giustizia ed equità per i suoi colleghi, che entra subito in contrasto con la famiglia dei proprietari delle miniere di carbone. A seguito di uno sciopero generale da lui indetto che paralizzerà e metterà a soqquadro tutta la città di Londra verrà esiliato nelle colonie americane, da cui poi fuggirà con l'amore della sua vita verso un luogo chiamato libertà.

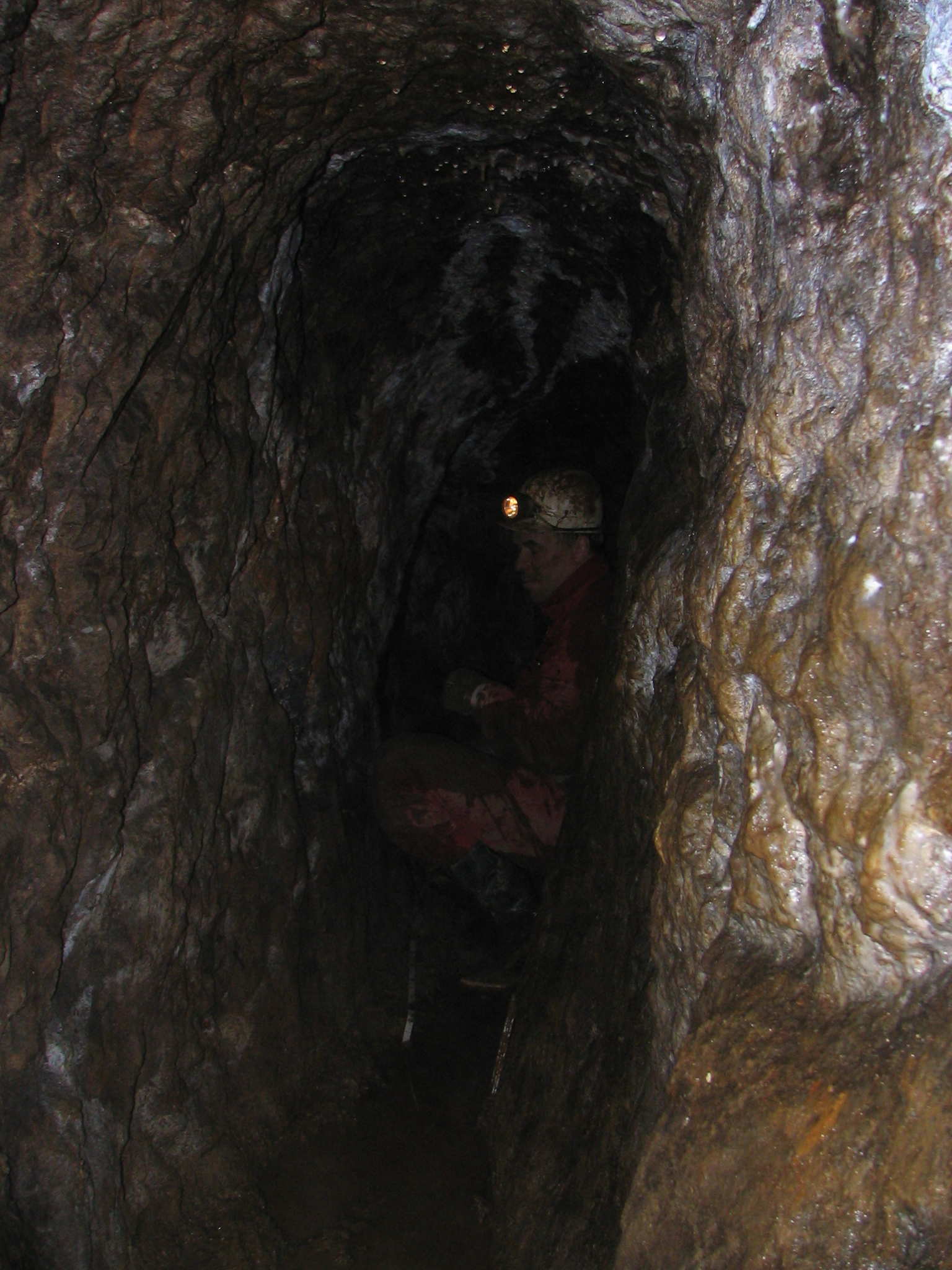
Una miniera

Se non è facile vivere in povertà e combattere quotidianamente mettendo a rischio la propria vita per guadagnarsi il cibo, lo è ancor meno sacrificare se stessi e la propria libertà al servizio di un padrone che non si è scelto, a causa di una disuguaglianza che non è fondata su nient'altro che principi incomprensibili come la consuetudine che permette a un padre di costringere il proprio figlio alla schiavitù per denaro, o la credenza che il re e i lord siano stati investiti del loro potere da Dio, e pertanto la loro autorità sia incontestabile. Ma siamo nella seconda metà del settecento e ancora agli albori di quei cambiamenti che dovranno stravolgere l'assetto della società europea e la mentalità opprimente fino a questo momento considerata naturale: dalle innovazioni tecnologiche e dalla rivoluzione industriale sta per nascere quella nuova borghesia arricchita che minerà da vicino le ricche e nobili famiglie, dalle nuove correnti di pensiero verranno smantellati pian piano i pregiudizi e le abitudini vecchie per dar spazio alle idee di libertà, uguaglianza e al desiderio di conquistarsi la propria fortuna in un nuovo mondo. Alle soglie dell'indipendenza americana dai colonizzatori inglesi, quando il richiamo della libertà inizia a prendere voce, forma e consistenza nelle rivolte anche pacifiche e nell'insofferenza contro lo sfruttamento e la schiavitù, alcuni uomini per primi cercano in se stessi il coraggio e la volontà per porre termine alle ingiustizie e guadagnarsi il diritto a vivere la vita che preferiscono.
Lo scontro con i ricchi proprietari terrieri è a volte durissimo e i loro tentativi vengono spesso sgominati violentemente: oltre all'intelligenza per pensare in modo nuovo la società e i rapporti tra le persone essi devono trovare il coraggio per mettere a repentaglio tutto quel che hanno, cioè la loro vita, credendo fino alla fine in un sogno chiamato libertà. Tra questi uomini ce n'è uno, Mack McAsh, dotato di una volontà invincibile e a volte anche di un'arroganza che lo inducono ad insistere quando si crede nel giusto e a lottare fermamente nonostante gli ostacoli sempre maggiori causatigli da coloro che non vogliono perdere i loro poteri e privilegi, primo tra tutti Sir George, proprietario delle miniere di carbone dove Mack lavora.
Il carattere dei protagonisti viene descritto fin dalle prime pagine del romanzo, senza esubero di parole, ma piuttosto con un episodio molto eloquente: il giovane Mack mostra una lettera a Sir George in cui un avvocato sostiene l'illegalità dell'usanza dei minatori di vincolare alla schiavitù i figli in cambio di soldi, contrastando fino all'ultimo gli ordini del padrone che lo vorrebbe far tacere. Una giovane proprietaria terriera, Lizzie Hallim, si indigna della sua spavalderia e ingratitudine verso colui che gli dà lavoro, ma di fronte alla sfida del giovane che la invita a visitare la miniera dove Mack e gli altri schiavi lavorano, si rende conto di essere completamente ignorante sulle condizioni di vita dei minatori e il diverbio tra i due ragazzi termina infine con una risata, come se nonostante la divergenza tra di loro ci fosse la certezza della buona fede dell'altro e la volontà di avvicinare i due modi di pensare.
Lizzie ha un carattere molto particolare: non ha e non vuole nulla della femminilità che per lei significa debolezza e sottomissione agli ordini degli uomini, senza poter esprimere la propria opinione, senza poter essere libera di fare le stesse cose che fanno gli uomini come andare a cavallo seduta cavalcioni o visitare una miniera o travestirsi da uomo. La sua insofferenza e ribellione al comportamento che deve avere una donna, rispetto alla mentalità dell'epoca, non impedisce tuttavia alla sua femminilità di mostrarsi attraverso la bellezza e la sensibilità che l'aiutano a oltrepassare il confine dei preconcetti fino a comprendere i motivi di chi la pensa diversamente. Lizzie e Mack sono amici d'infanzia, cresciuti giocando insieme fintanto che la diversa classe sociale non li ha separati e ha fatto prendere loro strade completamente diverse: così Mack è stato costretto a diventare schiavo e a lavorare in miniera anche se non si è mai arreso a questo destino che non vuole e ha sempre cercato una scappatoia per poter scegliere di vivere a modo suo, imparando a leggere e coltivando la sua intelligenza grazie all'aiuto materno e trovando infine conferma alle sue idee nella legge. Lizzie invece, facendo parte di una famiglia di proprietari terrieri, coperti però da debiti e ipoteche, si è conformata all'idea per cui i padroni sono investiti del loro potere per volere divino, sono superiori per intelletto e sensibilità agli schiavi, considerati invece alla stregua delle bestie a cui spetta per natura il loro ruolo e il duro lavoro. Tuttavia il suo carattere perspicace e curioso, la sua mente attiva e incapace ad accettare che le venga negato qualcosa solo perché è una donna, la avvicina alle realtà che non conosce e le dà modo di opporsi a ingiustizie che risulteranno tali solo a distanza di qualche anno, quando appunto moriranno questi falsi pregiudizi insieme con la schiavitù. In questo delicato periodo per lei, si trova a contatto anche con i due figli di Sir George: Jay, il minore trascurato dal padre che lo ha avuto in seconde nozze e non lo ha mai amato, e Robert Jamisson, il figlio maggiore che gode sempre della preferenza e approvazione paterna, destinato ad essere l'erede di tutte le fortune di famiglia nonché il futuro marito di Lizzie, non per amore ma perché l'unione dei due ragazzi è voluta sia da Sir George che dalla madre della giovane, dato che risolverebbe i suoi problemi finanziari.
Tra i due comunque non nasce nessun genere di interesse, mentre Jay inizia ad alimentare speranze sulla ragazza sentendo per il suo vivace e irresistibile carattere e la sua spiccata bellezza una forte attrazione: Lizzie, a sua volta, prova sentimenti diversi e confusi, mischiando sensazioni come il desiderio di nuove esperienze, compresa quella della sessualità per lei del tutto sconosciuta, il fascino esercitato su di lei dal giovane Jamisson, attraente e ai suoi occhi avventuroso, capace di portarla in luoghi lontani e mostrarle tutto quel che fino ad allora si è solo immaginata, la curiosità per Mack e la strana sensazione che prova stando con lui, durante i loro inusuali incontri nei momenti più inattesi. Totalmente digiuna di sentimenti amorosi, Lizzie crede e sente di essere innamorata di Jay, e accetta di sposarlo nonostante l'ira iniziale del padre di lui che la vorrebbe legata a Robert: ingenua e fiduciosa verso il futuro marito, non si rende conto di essere ingannata e strumentalizzata dai Jamisson. Questi accettano infine le nozze perché danno loro la possibilità di sfruttare la terra di Lady Hallim estraendo nuovo carbone e pagando così i debiti da cui ormai sono minacciati: Lizzie tuttavia non vuole miniere di carbone nella sua terra, avendo visitato di persona quella in cui lavora Mack, e avendo così compreso quel che il ragazzo intendeva durante la loro prima discussione e il suo desiderio di libertà. Le condizioni disumane in cui uomini, donne e bambini sono costretti a lavorare la sconvolge a tal punto che essa giura di non estrarre mai carbone, ma Jay le tiene nascosto che suo padre sfrutterà i giacimenti presenti nella terra degli Hallim non appena si saranno sposati. Il matrimonio di Lizzie e Jay, la loro partenza per Londra dove vanno a vivere, coincide con la fuga di Mack, che non riesce ad accettare di trascorrere i suoi giorni in schiavitù: dopo esser stato picchiato e torturato per volere dei Jamisson a causa dei subbugli che aveva creato tra i minatori con le sue idee di libertà, aver rischiato di annegare ed esser stato salvato da Lizzie, in una nottata che lascerà il segno su entrambi per come improvvisamente si sono trovati vicini e attratti reciprocamente, riesce finalmente a scappare rifugiandosi proprio a Londra.

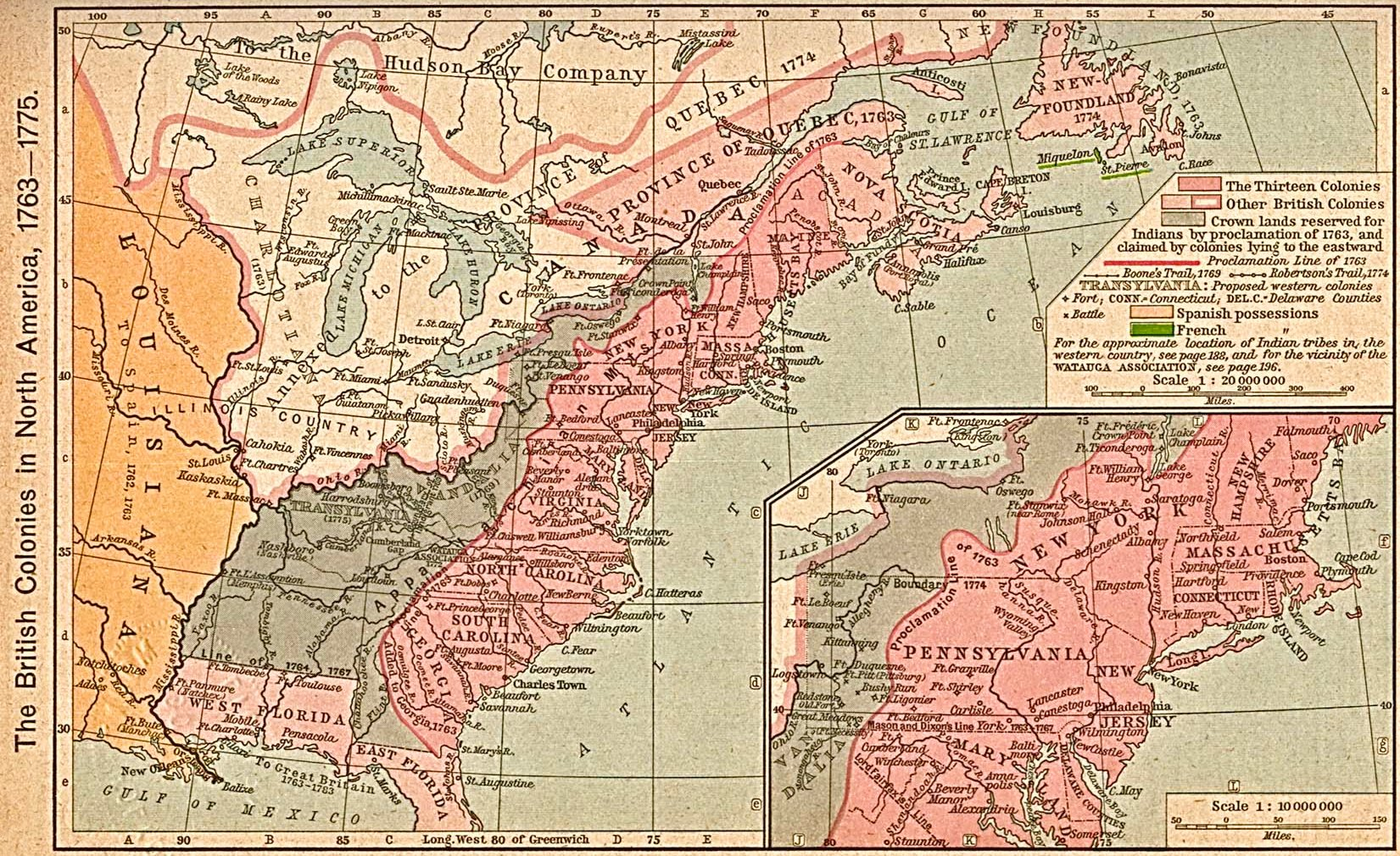
Colonie del Nord America nella seconda parte del '700

Qui trova lavoro come scaricatore di porto: questa categoria è sottoposta a soprusi come lo erano i minatori in Scozia, poiché il meccanismo esistente e consolidato prevede che le squadre di lavoro siano formate e ingaggiate da un cosiddetto “approvvigionatore”, il quale ruba i guadagni dei dipendenti, ingannandoli. Mack contrasta l'uomo che l'ha ingaggiato, L, pretendendo da lui la paga reale: la ottiene ma si crea in questo modo un nemico pericoloso. Egli infatti lo caccia e fa pressione su Jay, che gli è debitore, perché impedisca a Mack e a tutti gli scaricatori che lo hanno seguito di ottenere lavoro da una qualunque delle navi che attraccano a Londra. I Jamisson riescono ad architettare un abile piano, inscenando una sommossa degli operai e facendo apparire Mack come istigatore e artefice dei rivoltosi contro lo Stato stesso, così da arrestarlo e farlo condannare a morte sicura. Tuttavia Lizzie, venuta a conoscenza del pericolo che corre il ragazzo e contemporaneamente allontanatasi dal marito di cui ha scoperto l'inganno a proposito delle miniere di carbone sulla sua proprietà, lo salva convertendo la sentenza di morte con quella della deportazione in America come schiavo. Ad imbarcarsi sulla nave che li scorterà in Virginia non sono solo i prigionieri ma anche Lizzie, che si è appena scoperta incinta, e il marito, che ha finalmente ottenuto dal padre la piantagione di tabacco di cui sono proprietari e di cui vuole occuparsi.

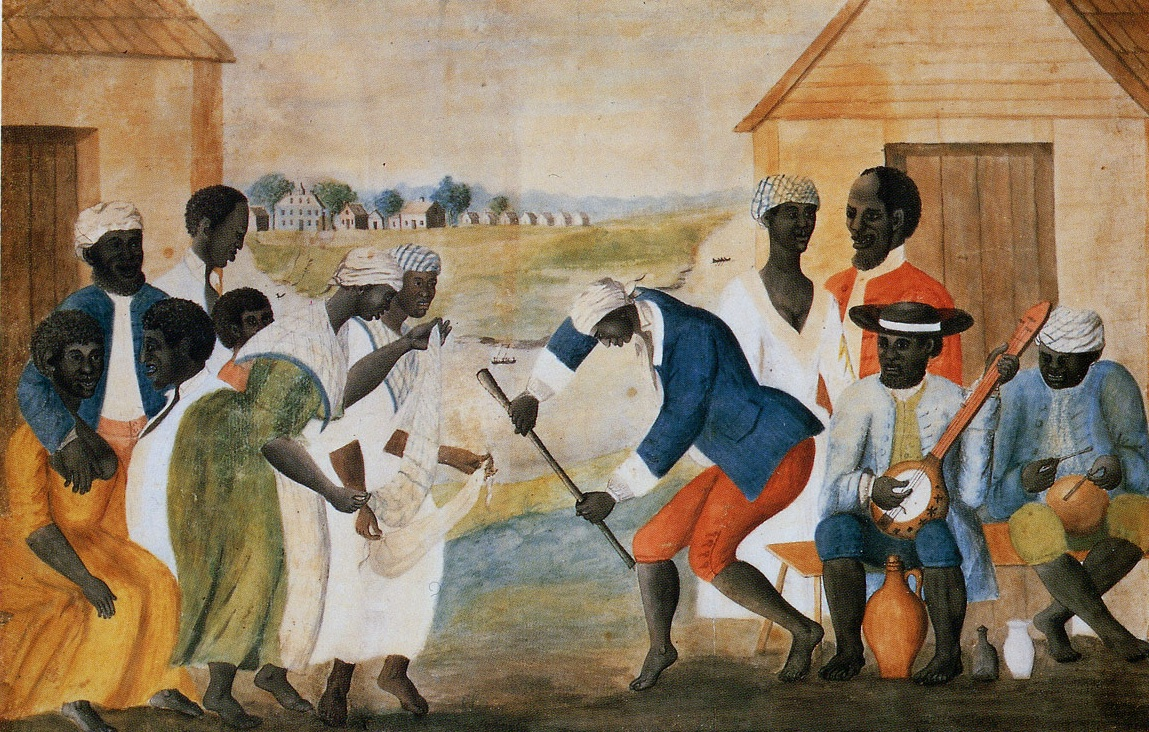
The Old Plantation, acquerello di fine '700 che ritrae alcuni schiavi in una piantagione

Gli schiavi vengono comprati da vari padroni appena giunti in America: il destino di Mack sembra sempre più inscindibile da quello dei Jamisson, dal momento che sono proprio loro a volerlo per coltivare le piantagioni, e così per l'ennesima volta il protagonista si viene a trovare alle dipendenze della bella Lizzie. La loro amicizia e solidarietà cresce per contrastare le minacce di L, anch'egli accusato di furto e deportato in America, che con la sua malvagità e avidità trova il modo per diventare il nuovo supervisore degli schiavi, maltrattandoli e prendendo il posto della giovane padrona nella direzione della piantagione. Il carattere di Jay si rivela per quello che è: sempre più debole, incapace di seguire con profitto e intelligenza quello che intraprende, cieco e indifferente verso la malvagità di L e la stupidità con cui conduce le piantagioni, rovinando così i raccolti e mandando in rovina i Jamisson, sordo verso la moglie che invano tenta di salvarlo dalla rovina. Ma gli eventi precipitano in fretta: la bambina che Lizzie aspetta nasce morta, e la donna, dopo un periodo di dolore e chiusura verso il mondo esterno, ritrova la padronanza di sé e il suo carattere ardito: scopre che il marito la tradisce, sente dentro di sé l'amore crescente verso Mack, contemporaneamente con la paura di non essere più bella e desiderabile. Ma i due giovani non riescono a stare lontani l'uno dall'altra: quando anche il protagonista le rivela il suo amore, i due diventano amanti e decidono di scappare insieme, a ovest, alla ricerca di una terra dove poter essere finalmente liberi e uniti, vivendo il loro amore apertamente. Jay cerca di inseguirli e riesce a trovarli mentre stanno per abbandonare la Virginia e la loro vita passata: ma proprio quando sembra tutto perso per i due innamorati, un gruppo di indiani li liberano e uccidono Jay. Per Mack e Lizzie è finalmente tempo della tanto agognata libertà.

## Edizioni
- Ken Follett, Un luogo chiamato libertà, traduzione di Roberta Rambelli, Arnoldo Mondadori Editore, 1997,  p. 464, ISBN 978-88-04-42747-6.